# شبکه بن‌دشت
شبکه بن‌دشت یک روستا در ایران است که در بخش ایزدخواست شهرستان زرین‌دشت در استان فارس واقع شده‌است.

## جمعیت
این روستا در دهستان ایزدخواست شرقی قرار دارد و براساس سرشماری مرکز آمار ایران در سال ۱۳۸۵، جمعیت آن ۶۳۱ نفر (۱۳۴ خانوار) بوده‌است.